# 女人天下
《女人天下》（：／）是一部2001年由韓國SBS電視臺製作及播映的韩国电视剧。原定50集、後改為共150集。故事改編自當地作家朴鐘和的一套同名小說，講述朝鮮王朝中宗時期，後宮為了幫助她們各自所代表的勢力而勾心鬥角的故事。
這套電視劇於2002年在台灣GTV戲劇台播放，並於2005年在香港亞洲電視本港台播放。在本港台播放時分成四部曲，分別名為“女人天下”、“女人天下之驚變”、“女人天下之王者決戰”及“女人天下之最後勝利”，共稱為“女人天下四部曲”。

## 小說原著
《女人天下》是由韓國小說作家朴鐘和（박종화）在1965年所作的歷史小說，以朝鮮中宗作為時代的背景，並以實存人物文定王后、鄭蘭貞、尹元衡、尹任等人作為故事的主要人物角色，並以各人的權力鬥爭作為故事的主線。

## 主題曲與片尾曲
在韓國播出時，同名主題曲〈여인천하〉與插曲〈길-Love Song-（路）〉由團體페이지(Page）主唱，其中〈길-Love Song-（路）〉在隔年更被SBS連續劇《茶母》再次選為插曲並改名為〈단심가（丹心歌）〉。
在GTV戲劇台播放時，片頭主題曲是信樂團主唱的〈死了都要愛〉，前半部片尾曲是容祖兒主唱的〈明天愛誰〉，後半部片尾曲是容祖兒主唱的〈心情不好〉。
亞視本港台播放時，粵語版主題曲〈活出個未來〉以及片尾曲〈又是命運〉由葉麗儀主唱，分別改編自主題曲《女人天下》與插曲《길-Love Song-（路）》。

## 劇情簡介
中宗登位之初，王室宗親巴陵君獲罪被流放外地；其妾逃亡時受重傷，臨死前誕下一女。這女嬰被他人收養，成為武官鄭允謙庶室之女鄭蘭貞。蘭貞和養母（蘭貞以為是親生母親）自小遭受正室及正室子女的欺負，所以蘭貞渴望有一天能夠改變卑賤的身份。
後來蘭貞成為文定王后之兄尹元衡之妾，協助文定王后度過政治上的難關和鏟除政敵，最終讓文定王后之子明宗登上王位；文定王后從而掌握了當時的國家大權，尹元衡當上了領議政，蘭貞被封為「外命婦正一品貞敬夫人」。
文定王后死後，尹元衡失勢，不久他和蘭貞相繼自殺死去。

## 演員陣容

### 鄭家
| 演員                | 角色   | 劇中關係／身份                                                   | 備註                   |
| 白潤植              | 鄭允謙 | 水军节度使 後為都總官 鄭濂、鄭玉蓮之父 鄭蘭貞養父 朴氏、許草希之夫 | 歷史上為鄭蘭貞生父     |
| 金海淑              | 氏     | 鄭允謙之正室 鄭濂、鄭玉蓮之母                                    |                        |
| 金英蘭              | 許草希 | 鄭允謙之妾 鄭蘭貞養母                                            | 歷史上為鄭蘭貞生母     |
| 金载河 童年：張根碩 | 鄭 濂  | 鄭允謙之嫡子 鄭玉蓮、鄭蘭貞之兄                                  |                        |
| 安妍紅 童年：朴珍荷 | 鄭玉蓮 | 鄭允謙之嫡女 鄭濂之妹 朴希亮之未婚妻                               |                        |
| 姜受延 童年：張秀惠 | 鄭蘭貞 | 見尹家                                                           | 歷史上為鄭允謙親生庶女 |
|                     | 裴管家 | 鄭家管家                                                         |                        |
|                     | 黃媽媽 | 鄭家僕人                                                         |                        |

### 尹家（文定王后娘家）
| 演員                | 角色         | 劇中關係／身份 | 備註                                                                                 |
| 朴雄                | 尹之任       | 右承旨 尹元老、尹元衡、文定王后之父 金氏、鄭蘭貞之家翁 | 文定王后大婚時為掌苑署別提 中宗十四年出任五衛都總（正二品） 中宗十七年受封坡山府院君 |
| 金冀攝              | 尹元老       | 尹之任長子 尹元衡、文定王后之兄 司憲府持平→司憲府掌令→軍器寺僉正→敦寧府都正 | 历史上为第四子                                                                       |
| 李德華              | 尹元衡       | 承候官→司憲府持平→弘文館應教→史官→聖節使→承政院都承旨→工曹參判→工曹判書、瑞原君→司憲府大司憲→右議政→領議政、瑞原府院君 尹之任次子 尹元老之弟 文定王后之兄 金氏、鄭蘭貞之夫 尹三之父 小尹派首领 | 历史上为文定王后五弟                                                                 |
| 李惠淑              | 金 氏        | 尹元衡之正妻 金安老之姪女 金禧之堂姊 |                                                                                      |
| 姜受延 童年：張秀惠 | 鄭蘭貞       | 庶女→尹元衡之妾→尹元衡之妻 鄭允謙之養女 鄭濂、鄭玉蓮之妹 巴陵君親女 文定王后的策士 尹元衡之妾 尹三之母                                                                                         | 歷史上為鄭允謙親生庶女                                                               |
| 錢忍和              | 文定王后尹氏 | 見宮廷及王族 |                                                                                      |
|                     | 尹 三        | 尹元衡與鄭蘭貞之子 |                                                                                      |
| 金閔貞              | 毛粦         | 蘭貞的侍婢，假裝啞巴 | 港版譯牧霖，但與韓語原名不合                                                         |

### 宮廷及王族
| 演員                             | 角色         | 劇中關係／身份 | 備註                              |
| 李甫姫                           | 慈順大妃尹氏 | 中宗之母 |                                   |
| 崔宗煥                           | 中 宗        | 朝鮮第11任國王 | 本名李懌                          |
| 金姬貞                           | 端敬王后慎氏 | 朝鮮中宗元配→廢庶人 中宗第一任王妃 被廢 | 英祖年间追复王后之位              |
| 吳雅戀                           | 章敬王后尹氏 | 中宗第二任王妃 因產病去世 尹任之妹 | 仁宗、孝惠公主之母                |
| 錢忍和                           | 文定王后尹氏 | 平民→王妃→王大妃→大王大妃 尹之任之女 尹元老、尹元衡之妹 中宗第三任王妃 敬嬪朴氏、福成君、尹任、金安老、沈貞、巴陵君之死敵 與鄭蘭貞之好友 明宗之母 |                                   |
| 都知嫄                           | 敬嬪朴氏     | 敬嬪→廢庶人 中宗之嬪御 朴元宗之養女 福城君之母 與南哀勾結 與沈貞勾結，後反目 文定王后、鄭蘭貞、尹任、金安老的長期敵人 陷害仁宗                    | 歷史上為朴秀林之女 朴元宗遠親     |
| 金敏姬                           | 熙嬪洪氏     | 中宗之嬪御 洪景舟之女 錦原君、鳳城君之母 陷害仁宗                                                                                                 |                                   |
| 崔貞苑                           | 昌嬪安氏     | 中宗之嬪御 永陽君、德興君之母 與文定王后交好 | 歷史上為昭容 由孫兒宣祖追尊為昌嬪 |
| 鄭泰祐 童年：權五民              | 仁 宗        | 王世子→朝鮮仁宗 字天胤 世子 朝鮮第12任國王 中宗與章敬王后之子                                                                                     | 本名李峼                          |
| 申恩廷                           | 仁聖王后朴氏 | 王世子嬪→仁聖王后→王大妃 仁宗之王妃 |                                   |
| 劉紹瑩                           | 孝惠公主     | 中宗與章敬王后之女 金禧之妻 金安老之媳婦 |                                   |
| 安鴻鎮 少年：吴承允 童年：伍勝倫 | 福城君       | 中宗庶長子 中宗與敬嬪之子 | 本名李嵋                          |
| 宋娜瑛                           | 尹 氏        | 福城君夫人 |                                   |
| 이풍은                           | 錦原君       | 中宗與熙嬪之子 | 本名李岭                          |
| 조상진                           | 德興君       | 中宗與昌嬪之子，朝鮮第14任國王宣祖之生父德興大院君                                                                                                | 本名李岹                          |
|                                  | 明 宗        | 王世子→朝鮮明宗 慶源大君 中宗與文定王后之子 朝鮮第13任國王                                                                                        | 本名李峘                          |
| 崔东俊                           | 巴陵君       | 中宗之叔父 鄭蘭貞的親生父親 紫雲兒之情人 玉梅香之義父                                                                                             | 歷史上並非鄭蘭貞生父              |
| 李敬花                           | 桂 香        | 巴陵君之妾 鄭蘭貞的親生母親 妓生 紫雲兒之朋友 | 歷史上並非鄭蘭貞生母              |
| 韓英淑                           | 嚴尚宮       | 至密尚宮 交泰殿尚宮 |                                   |
|                                  | 吳尚宮       | 至密尚宮 交泰殿尚宮 |                                   |
| 徐英爱                           | 金尚宮       | 至密尚宮 |                                   |
| 全贤雅                           | 張金兒       | 至密內人 後升為尚宮 敬嬪之侍女 |                                   |
| 丘紫美                           | 鄭香兒       | 至密內人 後升為尚宮 熙嬪之侍女 |                                   |

### 金家
| 演員   | 角色     | 劇中關係／身份                                                              | 備註 |
| 申九   | 金 銓    | 工曹判書→右議政→領議政 金安老之父 金氏、金禧之祖父                          |      |
| 金鍾潔 | 金安老   | 吏曹參判→吏曹判書 希樂堂 金銓之子 金禧之父 金氏之叔父 孝惠公主之家翁 世子派 |      |
|        | 金 禧    | 延城尉 金安老之子 孝惠公主之夫                                              |      |
| 李惠淑 | 金 氏    | 見尹家                                                                      |      |
| 劉紹瑩 | 孝惠公主 | 中宗與章敬王后之女 金禧之妻 金安老之媳婦                                    |      |

### 唐秋及其師兄弟與相關人士
| 演員   | 角色   | 劇中關係／身份                       | 備註 |
| 韩仁守 | 唐秋   | 出家人 鞋匠、方伯人之師兄 為桂香接生 |      |
| 任革   | 鞋匠   | 唐秋之師弟 方伯人之師兄              |      |
| 李椿執 | 方伯人 | 唐秋、鞋匠之師弟 風水婆之夫          |      |
| 权银雅 | 風水婆 | 方伯人之妻                           |      |

### 賣藝團
| 演員                | 角色   | 劇中關係／身份                 | 備註 |
| 鄭浩勤              | 慕加非 | 賣藝團班主 稜金之父            |      |
| 金諪恩 朴奎利(童年) | 稜金   | 賣藝團成員 慕加非之女 喜歡吉尚 |      |
| 相民 童年：周漢尉   | 吉尚   | 賣藝團成員 小莉之兄 深愛鄭蘭貞 |      |
|                     | 小莉   | 賣藝團成員 吉尚之妹            |      |

### 長通橋教坊
| 演員              | 角色   | 劇中關係／身份                                      | 備註                           |
| 閔賢芷            | 紫雲兒 | 長通橋教坊老闆娘 玉梅香之母 巴陵君之情人            |                                |
| 珠美 童年：周瑟琪 | 玉梅香 | 妓生 紫雲兒之女 鄭蘭貞之好友 林百齡之情人           | 正史上她被林百齡納為正室夫人。 |
| 金娜雲            | 蘇月香 | 妓生 後為尹任之妾，尹任死了之後又被林百齡納為妾室。 |                                |

### 朝廷官員
| 演員   | 角色   | 劇中關係／身份 | 備註               |
| 李孝正 | 尹 任  | 漢城府判尹→刑曹判書 章敬王后之兄 世子派 大尹派首领                                                                                              |                    |
| 文昌吉 | 南 袞  | 禮曹判書→左議政→領議政 功臣派 |                    |
| 金永善 | 沈 貞  | 花川君 判義禁府事→判義禁府事兼刑曹判書→左議政 功臣派                                                                                            |                    |
| 車光洙 | 趙光祖 | 造紙署司紙→成均館典籍→司憲府正言→司憲府監察→戸曹、禮曹、工曹佐郎→弘文館修撰→弘文館校理→弘文館典翰→弘文館直提學→弘文館副提學→司憲府大司憲 士林派 |                    |
| 金浩英 | 鄭光弼 | 左議政→領議政 領中樞府事 士林派 |                    |
| 姜滿熙 | 尹殷輔 | 禮曹判書→領議政 士林派 |                    |
| 安大勇 | 洪景舟 | 南陽君 熙嬪之父 功臣派 |                    |
| 金永仁 | 朴元宗 | 平城府院君 功臣派 敬嬪之養父 | 歷史上為敬嬪之遠親 |
| 李珉宇 | 林百齡 | 崇善君 玉梅香之情人 小尹派 |                    |
| 朴丙善 | 希亮   | 鄭玉蓮之未婚夫 |                    |
| 徐學   | 安塘   | 吏曹判書→右議政 士林派 |                    |
| 奇正秀 | 李芑   | 小尹派 |                    |
| 崔尚勳 | 鄭順朋 | 小尹派 |                    |
| 鄭成賢 | 鄭彦慤 | 大尹派→小尹派 |                    |

## 名言
- 鄭蘭貞

|  | - 「我要讓那些看不起我的人，將來都跪在我的面前，求我饒恕！我要讓整個天下，將來都在我的腳下！」 - 「為了展現我的忠誠，我願意成為皇后您身邊的一條忠犬。」 - 「身體不是用來出賣，而是要獻給用生命去愛去珍惜的人！」 - 「像你這種男人，甜的話就吃進去，苦的話就吐出來。」 - 「要在政客的身上找誠信，就等於叫貓去柿子樹上找魚一樣，那根本就是不可能的！」 |

## 外部連結
- 八大電視《女人天下》官方網站（中文）

## 作品的變遷
| 韓國 SBS 月火劇                        | 韓國 SBS 月火劇                           | 韓國 SBS 月火劇 |
| -------------------------------------- | ----------------------------------------- | --------------- |
|                                        | 女人天下 （2001年2月5日－2002年7月22日）  |                 |
| 菜鳥 （2000年12月11日－2001年1月30日） | 野人時代 （2002年7月29日－2003年9月30日） |                 |

| 台灣 八大戲劇台 週一至週五20:00 | 台灣 八大戲劇台 週一至週五20:00           | 台灣 八大戲劇台 週一至週五20:00 |
| ------------------------------- | ----------------------------------------- | ------------------------------- |
|                                 | 女人天下 （2002年9月2日－2003年2月26日）  |                                 |
| —                               | 背叛愛情 （2003年2月27日－2003年8月20日） |                                 |